# Korfbal League 2007/08
Het Korfbal League seizoen 2007/08 is de 3e editie van de Korfbal League. De Korfbal League is de hoogste competitie in het Nederlandse zaalkorfbal.
De opzet van de competitie opzet bleef hetzelfde; 1 poule met 10 teams. Elk team speelt 1 thuis-en uitwedstrijd tegen elk ander team. Aan het einde van de competitie strijden de nummers 1 t/m 4 volgens het play-offsysteem (best-of-3) om een plaats in de zaalfinale. De finale werd gespeeld in Ahoy, Rotterdam.
Het team dat als laatste eindigde, degradeerde direct terug naar de Hoofdklasse. De Hoofdklasse kampioen promoveert direct naar de Korfbal League van volgend jaar.
De nummer 9 van de Korfbal League moet via 1 promotie/degradatie-duel strijden tegen degradatie. De tegenstander in dit duel is de verliezend Hoofdklasse finalist. Ook dit betreft 1 wedstrijd.
In dit seizoen maakt KVS hun entree in de Korfbal League als nieuwkomer.

## Teams
In dit seizoen zullen 10 teams deelnemen aan het hoofdtoernooi in de Korfbal League. Vervolgens zullen 4 teams strijden om een finale plek in Ahoy, in de play-offrondes. Daarnaast maken de nummers 1 en 2 van de Hoofdklasse A en B kans om volgend jaar in de Korfbal League te spelen.
| Club                   | Plaats           | Coach              |
| ---------------------- | ---------------- | ------------------ |
| AKC Blauw-Wit/Haven FD | Amsterdam        | Jan Niebeek        |
| DeetosSnel/Volhuis     | Dordrecht        | Wim Peetoom        |
| DOS'46/Engeldot        | Nijeveen         | Jan Jouke Flokstra |
| Nic./Alfa-college      | Groningen        | Taco Poelstra      |
| Fortuna/Tempus         | Delft            | Hans Leeuwenhoek   |
| KVS                    | Scheveningen     | Jan Nelen          |
| Koog Zaandijk          | Koog aan de Zaan | Jenne Warrink      |
| Dalto                  | Driebergen       | Erik Wolsink       |
| PKC/Café Bar           | Papendrecht      | Jacko Vermeer      |
| KV Die Haghe           | Den Haag         | Marc Arends        |

## Seizoen
In de Korfbal League speelt elk team 18 wedstrijden, waarbij er thuis 9 worden gespeeld en 9 uitwedstrijden worden gespeeld.
De nummers 1, 2, 3 en nummer 4 zullen zich plaatsen voor de play-offs, voor een "best of 3". De winnaars tussen de teams zullen zich plaatsen voor de finale in Ahoy, waar ook de A Junioren Finale wordt gespeeld. Echter degradeert de nummer 10 meteen naar de Hoofdklasse. De nummer 9 zal het opnemen tegen de verliezend finalist van de promotie playoffs.
| pos | club                  | gs | w  | g | v  | pnt | dv  | dt  | dt   |
| --- | --------------------- | -- | -- | - | -- | --- | --- | --- | ---- |
| 1.  | Koog Zaandijk         | 18 | 12 | 1 | 5  | 25  | 429 | 362 | +67  |
| 2.  | Dalto/DSB             | 18 | 12 | 1 | 5  | 25  | 434 | 376 | +58  |
| 3.  | DOS'46                | 18 | 12 | 1 | 5  | 25  | 400 | 353 | +47  |
| 4.  | PKC/Café Bar          | 18 | 11 | 1 | 6  | 23  | 398 | 359 | +39  |
| 5.  | Fortuna/Tempus        | 18 | 11 | 0 | 7  | 22  | 371 | 319 | +52  |
| 6.  | Nic./Alfa-College     | 18 | 9  | 4 | 5  | 22  | 405 | 389 | +16  |
| 7.  | DeetosSnel/Volhuis    | 18 | 7  | 2 | 9  | 16  | 367 | 364 | +3   |
| 8.  | AKC Blauw-Wit/HavenFD | 18 | 6  | 4 | 8  | 16  | 384 | 405 | -21  |
| 9.  | KV Die Haghe          | 18 | 2  | 1 | 15 | 5   | 270 | 426 | -156 |
| 10. | KVS                   | 18 | 0  | 1 | 17 | 1   | 302 | 408 | -106 |

## Play-offs en Finale
|  | Halve finale | Halve finale  | Halve finale  | Halve finale | Halve finale |    |    | Finale           | Finale           | Finale           | Finale           | Finale           |
|  |              |               |               |              |              |    |    |                  |                  |                  |                  |                  |
|  | 3            | DOS'46        | 20            | 28           | 22           |    |    |                  |                  |                  |                  |                  |
|  | 2            | Dalto/DSB     | 19            | 31           | 21           |    |    |                  |                  |                  |                  |                  |
|  | 2            | Dalto/DSB     | 19            | 31           | 21           |    | 3  | DOS'46           | 16               |                  |                  |                  |
|  |              |               |               |              |              |    | 3  | DOS'46           | 16               |                  |                  |                  |
|  |              | 1             | Koog Zaandijk | 18           |              |    |    |                  |                  |                  |                  |                  |
|  | 4            | 1             | Koog Zaandijk | 18           | PKC/Café Bar | 18 | 21 |                  |                  |                  |                  |                  |
|  | 4            |               |               |              | PKC/Café Bar | 18 | 21 |                  |                  |                  |                  |                  |
|  | 1            | Koog Zaandijk | 21            | 24           |              |    |    | Bronzen medaille | Bronzen medaille | Bronzen medaille | Bronzen medaille | Bronzen medaille |
|  |              |               |               |              |              |    | 2  | Dalto/DSB        | 29               |                  |                  |                  |
|  |              |               |               |              |              |    |    | 4                | PKC Café Bar     | 17               |                  |                  |

| Kampioen van Nederland     |
| -------------------------- |
| Koog Zaandijk Eerste titel |

## Promotie
Directe promotie naar de Korfbal League vond plaats in de kampioenswedstrijd tussen de kampioen van Hoofdklasse A en B.
| Hoofdklasse Finale |                |    |
|                    |                |    |
| H1                 | TOP            | 21 |
| H2                 | AKC Erma Sport | 20 |

KV TOP promoveert hierdoor direct naar de Korfbal League 2008/09

## Promotie/Degradatie
De nummer 9 van de Korfbal League speelt na de Hoofdklasse Finale een best-of-3 serie play-down tegen de verliezend Hoofdklasse finalist.
De winnaar van deze serie zal acteren in Korfbal League 2008/09
| Ontknoping |                |    |
|            |                |    |
| 9          | KV Die Haghe   | 16 |
| H2         | AKC Erma Sport | 18 |

Hierdoor degradeert KV Die Haghe uit de Korfbal League en zien we AKC Erma Sport terug in de Korfbal League 2008/09

## Prijzen
Zoals elk jaar worden er de jaarlijkse korfbal prijzen verdeeld. In dit seizoen zijn dit de prijswinnaars:
| Award                 | Winnaar                        | Club          |
| --------------------- | ------------------------------ | ------------- |
| Beste Speler          | Michiel Gerritsen              | Nic.          |
| Beste Speelster       | Mirjam de Kleijn               | DOS'46        |
| Beste coach           | Jenne Warrink                  | Koog Zaandijk |
| ERIMA beste arbitrage | Alle Visser & Doede Benedictus |               |
| Talent van het Jaar   | Rick Voorneveld                | Koog Zaandijk |
| Talente van het Jaar  | Janice de Groot                | DOS'46        |
| Spectaculairste Ploeg | Koog Zaandijk                  |               |
| Publieksprijs         | Adriaan van Dijk               | Dalto         |

## Topscoorders
| Categorie              | Winnaar           | Club | Gescoord aantal goals |
| ---------------------- | ----------------- | ---- | --------------------- |
| Topscoorder mannelijk  | Michiel Gerritsen | Nic. | 149                   |
| Topscoorder vrouwelijk | Mady Tims         | PKC  | 66                    |

## Trivia
- Tijdens de wedstrijd tussen Koog Zaandijk en PKC, van 8 december, valt PKC-speelster Suzanne Struik uit met een achillespeesblessure. Struik is een dag later geopereerd en is zes tot negen maanden uitgeschakeld.
- Op 25 november speelde Die Haghe thuis tegen Fortuna. De wedstrijd eindigde in 6-25, wat een record is voor het laagst gescoorde aantal goals van 1 team. In dit geval viel die eer aan Die Haghe
- Voor Koog Zaandijk was het de eerste zaalfinale in de clubgeschiedenis. Heel frappant - het seizoen ervoor moesten ze strijden tegen degradatie, omdat het eindigde als 9e